# بیل وینترس
بیل وینترس (انگلیسی: Bill Winters) (زاده ۱۹۶۱) کارآفرین، بانکدار و مدیر ارشد اجرایی آمریکایی است، که در حال حاضر به‌عنوان مدیر عامل اجرایی استاندارد چارترد فعالیت می‌نماید.